# Villa Righini
Die Villa Righini ist ein Jugendstillandhaus in Cervia in der italienischen Region Emilia-Romagna. Es liegt an der Kreuzung der Viale Roma mit der Viale Volturno.

## Geschichte
Paolo Righini ließ es 1928 unter der Leitung des Architekten Matteo Focaccia erbauen.